# Владимир Добричанин
Владимир Добричанин (Приштина, 5. август 1972) је црногорски хирург и политичар који је тренутно активан као сарадник у настави из опште хирургије на Медицинском факултету Универзитета Црне Горе. Председник је Уједињене Црне Горе (УЦГ), конзервативне политичке странке и изабран је за посланика у Скупштину Црне Горе 2020. године као кандидат изборне листе За будућност Црне Горе.

## Биографија

### Детињство, младост и каријера
Рођен је 5. августа 1972. године у српској породици у Приштини која је тада била део САП Косово и СР Србије, те Социјалистичке Федеративне Републике Југославије. Основну школу и гимназију завршио је у Приштини.
На Медицинском факултету Универзитета у Приштини дипломирао је 20. марта 1998. године са просечном оценом 8.58. После дипломирања се запослио на Хируршкој клиници КБЦ Приштина. Постдипломске студије из области хируршка анатомија завршио је на истоименом факултету. 2006. године, одбранио је Магистарски рад под насловом Опструктивна жутица - етиологија и лијечење, док је исте године завршио специјализацију из опште хирургије.
Од 1999. до 2006. године, био је асистент приправник на катедри за општу хирургију Медицинског факултета Универзитета у Приштини. Од 2006. до 2007. године асистент на катедри за општу хирургију Медицинског факултета Универзитета у Приштини. Од 2008. до 2015. Директор Ургентног центра у Клиничком центру Црне Горе. У августу 2009. године учествовао је у афери везаној за тадашњег градоначелника Подгорице Миомира Мугоше, када је Мугошином возачу у Ургентном центру уручено увјерење о тешкој повреди коју је наводно нанио репортер  Вијести . Репортер и фотограф Вијести фотографисали су непрописно паркирање Мугошиног аутомобила када су их напали Мугоша, његов син и возач. Од 2015. до 2017. године Медицински директор Клиничког центра Црне Горе. 2014. године, био је први оснивач и први председник Синдиката доктора медицине Црне Горе и обављао је ту функцију до 2015. године.
Тренутно је сарадник у настави на предметима Општа хирургија на Медицинском факултету Универзитета Црне Горе.
Затражио је оставке министра здравља Кенана Храповића и других кључних људи у министарству након што је, како тврди, био лош одговор на пандемију Ковид-19 у Црној Гори. Добричанин је био члан Савета за цивилну контролу полиције, оставку је поднео након хапшења владике Јоаникија, 7 свештеника СПЦ и бруталних премлаћивања људи у Пљевљима, али и другим градовима Црне Горе, током верске кризе у Црној Гори.

### Политичка каријера
Добричанин је био утицајни члан ДЕМОС-а до 2017. године када су он и конзервативна фракција ДЕМОС-а напустили странку и основали нову странку под називом Уједињена Црна Гора. Уједињена Црна Гора је 1. маја 2019. године одлучила да потпише споразум са Социјалистичком народном партијом (СНП), Радничком партијом (РП) и независном парламентарном групом о формирању новог свеопштег политичког савеза под називом Да свако има.
Савез се на крају распао пре парламентарних избора у августу 2020. У јулу 2020. године Уједињена Црна Гора се, заједно са Радничком партијом и Независном групом у парламенту (састављена од бивших чланова партија СНП и ДЕМОС), сложила да формира нови културно-конзервативни политички савез под називом Народни покрет (НП), примењујући значајнији културни и социјално конзервативни дискурс, подржавајући верске протесте 2019-2020 у Црној Гори и права Српске православне цркве у Црној Гори, настављајући своју активност у оквиру заједничке изборне листе са Демократским фронтом и СНП-ом. Народни покрет учествовао је на изборима у коалицији под називом За будућност Црне Горе.
Добричанин је добио седмо место на комбинованој изборној листи и изабран је у парламент након што је коалиција освојила 32,55% од укупног броја гласова и 27 места у парламенту.